# Otto Rank
Otto Rosenfeld (Viena, 22 de abril de 1884-Nueva York, 31 de octubre de 1939), conocido como Otto Rank, fue un psicoanalista, escritor y profesor austríaco. Trabajó junto a Sigmund Freud durante veinte años y editó dos importantes revistas sobre psicoanálisis. Fue director gerente de la editorial Freud, teórico y terapeuta creativo. En 1926, se fue de Viena a París y, durante el resto de su vida, llevó una exitosa carrera como conferencista, escritor y terapeuta en Francia y en los Estados Unidos.

## Biografía
Otto Rank fue hijo del artesano artístico de origen judío Simon Rosenfeld. A partir de 1908, estudió germanística y filología clásica en Viena. En 1912 obtuvo su doctorado con un trabajo sobre el anónimo poema épico alemán Lohengrin (Die Lohengrin Sage) y se dedicó a temas de antropología cultural, historia de la cultura y mitología.
Rank fue uno de los primeros discípulos de Sigmund Freud y formaba parte de sus colaboradores de más confianza. Fue secretario de la Asociación Psicoanalítica de Viena y (desde 1912, hasta 1924) miembro del comité editorial de la revista internacional de psicoanálisis Imago. En 1919 fundó la editorial Internationalen Psychoanalytischen Verlag («Editorial Psicoanalítica Internacional»), institución que dirigió hasta 1924.
Las tesis sobre la angustia del nacimiento expuestas en su obra principal Trauma der Geburt und seine Bedeutung für die Psychoanalyse (1924) (El trauma del nacimiento y su significado para el psicoanálisis) condujeron a un distanciamiento de Freud. Amplió el alcance del psicoanálisis al campo de la psicosis.
En 1926 Rank se mudó a París y en 1936 se estableció como psicoterapeuta en Nueva York. Fundó la escuela Casework que proponía una limitación del tiempo en que debía transcurrir un proceso de terapia.

## En la Sociedad Psicoanalítica de Viena
En 1905, a la edad de 21 años, Otto Rank presentó a Freud un estudio que impresionó tanto a Freud que invitó a Rank a ser secretario de la emergente Sociedad Psicoanalítica de Viena. Rank se convirtió así en el primer miembro remunerado del movimiento psicoanalítico, y en la "mano derecha" de Freud durante casi 20 años. Freud consideraba a Rank, con quien tenía más intimidad intelectual que con sus propios hijos, como el más brillante de sus discípulos vieneses.
Alentado y apoyado por Freud, Rank completó el "Gymnasium" o instituto preparatorio para la universidad, asistió a la Universidad de Viena y se doctoró en literatura en 1912. Su tesis, sobre la saga de Lohengrin, se publicó en 1911, siendo la primera tesis doctoral freudiana que se publicó como libro.
Rank fue uno de los seis colaboradores de Freud reunidos en un "comité" secreto o " ring" para defender la corriente psicoanalítica mientras se desarrollaban las disputas con Alfred Adler y Carl Jung. Rank fue el autor más prolífico del "anillo" además del propio Freud, extendiendo la teoría psicoanalítica al estudio de la leyenda, la mito, el arte, la creatividad y el El Doble ("Doppelgänger"). Colaboró estrechamente con Freud, contribuyendo con dos capítulos sobre mitos y leyendas a La interpretación de los sueños. El nombre de Rank apareció debajo del de Freud en la portada de la obra más importante de Freud desde 1914 hasta 1930. Entre 1915 y 1918, Rank fue secretario de la Asociación Psicoanalítica Internacional que Freud había fundado en 1910. Todo el mundo en el pequeño mundo psicoanalítico comprendía lo mucho que Freud respetaba a Rank y su prolífica creatividad en la expansión de la teoría psicoanalítica. Freud anunció al círculo interno, lleno de rivales celosos, que Rank era "mi heredero" (Lieberman y Kramer, 2012, p. 225).
En 1924, Rank publicó Das Trauma der Geburt (traducido al inglés como El trauma del nacimiento en 1929), en el que exploraba cómo el arte, el mito, la religión, la filosofía y la terapia estaban iluminados por el ansiedad por separación en la "fase anterior al desarrollo del complejo de Edipo" (p. 216). Pero no hubo tal fase en las teorías de Freud (Kramer, 2019). El complejo de Edipo, explicaba Freud, era el núcleo de la neurosis y la fuente fundacional de todo el arte, el mito, la religión, la filosofía, la terapia -de hecho, de toda la cultura y la civilización humanas. Era la primera vez que alguien del círculo íntimo se atrevía a sugerir que el complejo de Edipo podría no ser el factor causal supremo del psicoanálisis. Rank acuñó el término "preedípico" en un foro psicoanalítico público en 1925 (Rank, 1996, p. 43). En un autoanálisis de 1930 de sus propios escritos, Rank observa que "el super-yo preedípico ha sido desde entonces exageradamente enfatizado por Melanie Klein, sin ninguna referencia a mí" (ibid., p. 149n).
Después de algunas vacilaciones, Freud se distanció de El trauma del nacimiento, señalando a otros miembros de su círculo íntimo que Rank estaba peligrosamente cerca de la herejía antiedípica. "Estoy hirviendo de rabia", dijo Freud a Sándor Ferenczi, entonces el mejor amigo de Rank (Kramer, 2015). Ante la decidida oposición de Freud, Rank renunció en protesta a sus cargos de vicepresidente de la Sociedad Psicoanalítica de Viena, director de la editorial de Freud y coeditor de Imago y Zeitschrift. Ferenczi, con quien Rank había colaborado desde 1920 hasta 1924 en nuevos enfoques terapéuticos experienciales, objetuales y de "aquí y ahora", vaciló sobre la importancia de la teoría preedípica de Rank, pero no sobre las objeciones de Rank a la técnica analítica clásica.
La recomendación de los documentos técnicos de Freud de que los analistas no tuvieran emociones, según Ferenczi y Rank (1924), había llevado a "una eliminación antinatural de todos los factores humanos en el análisis" (pp. 40-41), y a "una teorización de la experiencia [Erlebnis]" (p. 41): la experiencia de sentimiento de la relación intersubjetiva, dos experiencias en primera persona, dentro de la situación analítica. Según Sandor Rado, un influyente analista de Nueva York que ayudó a fundar el centro psicoanalítico de la Universidad de Columbia, "lo característico de aquella época era el descuido de la vida emocional del ser humano ... Todo el mundo buscaba componentes orales, pregenitales y genitales en la motivación. Pero que algunas personas sean felices, otras infelices, algunas temerosas, o llenas de ira, y otras cariñosas y afectuosas - lea las historias de casos para encontrar cómo tales diferencias entre las personas estaban entonces ausentes de la literatura." (Roazen & Swerdloff, 1995, pp. 82-83)
Toda la experiencia emocional de los seres humanos estaba siendo reducida por el análisis a un derivado, por muy disfrazado que estuviera, de la libido. Para Freud, la emoción era siempre sexual, derivada de un peligroso Id que debía ser desarraigado quirúrgicamente: "Donde estaba el Id [Wo es war]", dijo Freud célebremente, "allí estará el ego [soll ich werden]" (S.E., 22:80).
"La libido", según la obra de Freud de 1921 sobre Psicología de los grupos y análisis del yo (S.E., 18: 90), "es una expresión tomada de la teoría de las emociones". La emoción es la causa del trastorno neurótico. El aumento de la emoción, según Freud, es desagradable. La cura, para Freud, significa analizar, "trabajar a través" y eventualmente desarraigar las emociones del paciente, "como el drenaje del Zuyder Zee" (Freud, S.E., 22:80). El analista hace consciente el inconsciente proporcionando una visión cognitiva al paciente, sometiendo así la pulsión apremiante de lo irracional, de las emociones -del Id- para que emerjan del inconsciente del paciente (Kramer, 2019, pp. 45-48).

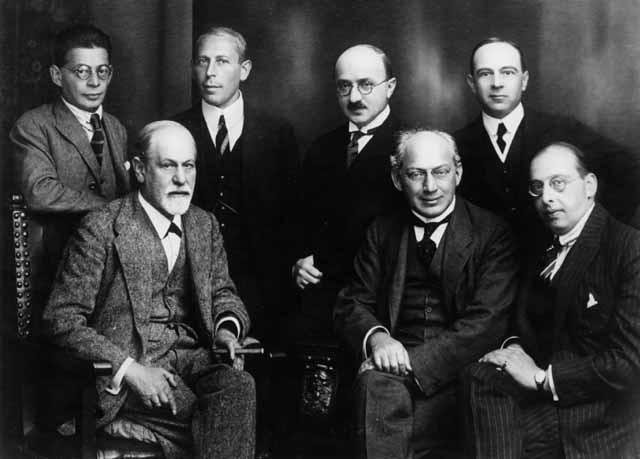
De izquierda a derecha, sentados: Sigmund Freud, Sándor Ferenczi, y Hanns Sachs. De pie: Otto Rank, Karl Abraham, Max Eitingon y Ernest Jones. Fotografía de 1922.

En una conferencia de 1927, Rank (1996) observa que "la terapia quirúrgica desarraiga y aísla emocionalmente al individuo, ya que trata de negar la vida emocional" (p. 169), el mismo ataque que él y Ferenczi habían lanzado contra la práctica psicoanalítica en su obra conjunta. Reducir toda la experiencia emocional -todos los sentimientos, el amor, el pensamiento y la voluntad- al sexo fue uno de los mayores errores de Freud, según Rank, que señaló por primera vez esta confusión a mediados de los años veinte. Las emociones, dijo Rank, son relaciones. La negación de la vida emocional conduce a la negación de la voluntad, de la vida creativa, así como a la negación de la relación interpersonal en la situación analítica (Rank, 1929-31).
Para Freud, dijo Rank en Terapia de la voluntad (1929-31), "la vida emocional se desarrolla a partir de la esfera sexual, por lo que su sexualización en realidad significa emocionalización" (p. 165), dos experiencias que los psicoanalistas siguieron confundiendo durante medio siglo después de la muerte de Freud. El psicoanálisis no tenía ninguna teoría de la experiencia emocional y, por extensión, ninguna teoría de la inteligencia emocional. Weinstein (2001) identificó más de dos docenas de artículos en las principales revistas psicoanalíticas criticando la incompleta y confusa teoría de las emociones en el psicoanálisis. {Tales comentarios persistieron hasta la década de 1990" (Weinstein, 2001, p. 40).
"El empobrecimiento emocional del psicoanálisis", escribió Ernest Becker (1973) en La negación de la muerte, que estaba fuertemente influenciado por las ideas de Rank, "debe extenderse también a muchos analistas mismos y a los psiquiatras que están bajo su ideología". Este hecho ayuda a explicar la terrible muerte de la emoción que se experimenta en los entornos psiquiátricos, el pesado peso de la armadura de carácter erigida contra el mundo" (p. 195n).
Escrito en privado en 1932, el Diario clínico de Ferenczi identificó las "causas personales del desarrollo erróneo del psicoanálisis" (Ferenczi, 1995, p. 184). Según Ferenczi, "... Uno aprendía de [Freud] y de su tipo de técnica varias cosas que le hacían la vida y el trabajo más cómodos: la reserva tranquila y sin emociones; la seguridad imperturbable de que uno sabe más; y las teorías, la búsqueda y el hallazgo de las causas del fracaso en el paciente en lugar de en parte en nosotros mismos ... y, finalmente, la opinión pesimista, compartida sólo con unos pocos, de que los neuróticos son una chusma [Gesindel], buena sólo para mantenernos económicamente y para permitirnos aprender de sus casos: el psicoanálisis como terapia puede ser inútil" (Ferenczi, 1995, pp. 185-186).
Después de que Freud se pusiera en contra de Rank, Ferenczi rechazó públicamente El trauma del nacimiento, rehuyendo a Rank durante un encuentro casual en 1926 en la estación Penn de Nueva York. "Era mi mejor amigo y se negó a hablar conmigo", dijo Rank (Taft, 1958, p. xvi).
La ruptura de Ferenczi con Rank truncó las innovaciones radicales en la práctica y no dejó a nadie en el círculo íntimo que defendiera la psicoterapia relacional, preedípica o del "aquí y ahora". El psicoanálisis clásico, en la línea de los escritos técnicos de Freud de 1911-15, se afianzaría ahora en los institutos de formación de todo el mundo. El ataque lanzado en 1924 por Ferenczi y Rank sobre el creciente "fanatismo por la interpretación" y la "eliminación antinatural de todos los factores humanos" de la práctica del análisis quedaría en el olvido (Kramer, 2019, p. 19).
La terapia relacional, expresiva y "aquí y ahora" no sería aceptable para la mayoría de los miembros de la Asociación Psicoanalítica Americana o de la Asociación Psicoanalítica Internacional durante medio siglo. "[L]os que tenían la desgracia de ser analizados por [Rank] debían someterse a un segundo análisis para poder ser miembros de la Asociación Psicoanalítica Americana" (Lieberman, 1985, p. 293). En lo que respecta al análisis clásico, Rank estaba muerto.

## Vida y trabajo después de Viena
En mayo de 1926, habiendo hecho de la relación de sentimiento en el "aquí y ahora" algo central en su práctica de la psicoterapia, Rank se trasladó a París, donde se convirtió en psicoterapeuta de artistas como Henry Miller y Anaïs Nin y dio clases en la Sorbona. (Lieberman, 1985).
Nin se transformó gracias a su terapia con Rank. En su segunda visita a Rank, reflexiona sobre su deseo de "renacer", con sentimiento, como mujer y artista. Rank, observa, la ayudó a ir y venir entre lo que podía verbalizar en sus diarios y lo que permanecía sin articular. Descubrió la calidad y la profundidad de sus sentimientos en las transiciones sin palabras entre lo que podía decir y lo que no. "Mientras hablaba, pensé en mis dificultades para escribir, en mis luchas para articular sentimientos que no se expresan fácilmente. En mi lucha por encontrar un lenguaje para la intuición, el sentimiento, los instintos que son, en sí mismos, esquivos, sutiles y sin palabras" (Nin, 1966, p. 276).
Según Rank, todos los sentimientos se basan en el presente. En Terapia de la voluntad, publicado en alemán en 1929-31, Rank utiliza el término "aquí y ahora" por primera vez en la literatura psicoterapéutica: "Freud hizo histórica la represión, es decir, la extravió en la infancia del individuo y luego quiso liberarla de allí, mientras que, de hecho, la misma tendencia está funcionando aquí y ahora" (Rank, 1929-31, p. 39). En lugar de la palabra Verdrängung (represión), que ponía el acento en la represión inconsciente del pasado, Rank prefería utilizar la palabra Verleugnung (negación), que se centraba en cambio en la voluntad emocional de permanecer enfermo en el presente: "El neurótico vive demasiado en el pasado [y] en esa medida realmente no vive. Sufre... porque se aferra [al pasado], quiere aferrarse a él, para protegerse de la experiencia [Erlebnis], la entrega emocional al presente" (Rank, 1929-31, p. 27).
En Francia y más tarde en Estados Unidos, Rank disfrutó de un gran éxito como terapeuta y escritor entre 1926 y 1939. Viajando frecuentemente entre Francia y América, Rank dio conferencias en universidades como Harvard, Yale, Stanford, y University of Pennsylvania sobre psicoterapia relacional, experiencial y "aquí y ahora", el arte, la voluntad creativa, y "la neurosis como un fracaso en la creatividad" (Rank, 1996).
Al igual que Erik Erikson fue el primer analista que se centró en la identidad y la edad adulta, Rank fue el primero en proponer que la separación de los pensamientos, sentimientos y comportamientos anticuados es la quintaesencia del crecimiento y el desarrollo psicológico. A finales de la década de 1920, tras abandonar el círculo íntimo de Freud, Rank exploró cómo los seres humanos pueden aprender a afirmar su voluntad dentro de las relaciones, y abogó por un grado máximo de individuación (o "diferencia") dentro de un grado máximo de conexión (o "semejanza"). Los seres humanos necesitan experimentar "tanto" la separación como la unión, sin vacilar interminablemente entre los dos polos (Kramer, 2019, p. 75-81).
Anunciando los temas centrales de Piaget, Kohlberg, McClelland, Erikson y Robert Kegan, Rank fue el primero en proponer que el desarrollo humano es una construcción a lo largo de toda la vida, que requiere una continua negociación y renegociación de los anhelos duales de individuación y conexión, la voluntad de separar y la voluntad de unir. Décadas antes de que Ronald Fairbairn, al que muchos atribuyen el mérito de haber inventado en los años 40 la teoría moderna de las relaciones objetales, la conferencia de Rank de 1926 sobre "La génesis de la relación objetual" marca la primera exposición completa de esta teoría (Rank, 1996, pp. 140-149). En 1926 Rank era persona non grata en el mundo psicoanalítico oficial. Hay pocas razones para creer, por lo tanto, que alguno de los otros escritores a los que se les atribuye haber ayudado a inventar la teoría de las relaciones objetales (Melanie Klein o Donald Winnicott, por ejemplo) haya leído alguna vez el texto alemán de esta conferencia, publicado como Zur Genese der Object-beziehung en el Vol. 1 de la obra de Rank Genetische Psychologie (1927, pp. 110-22).
Rank murió en Nueva York en 1939 a causa de una infección renal, un mes después del suicidio asistido por un médico de Freud en el Día del Perdón judío. "Komisch" (extraño, raro, cómico), dijo Rank en su lecho de muerte (Lieberman, 1985, p. 389).

## Resumen de las ideas principales
Rank fue el primero en ver la terapia como una experiencia de aprendizaje y desaprendizaje centrada en los sentimientos. La relación terapéutica permite al paciente: (1) aprender formas más creativas de pensar, sentir y estar en el aquí y ahora; y (2) desaprender formas autodestructivas de pensar, sentir y estar en el aquí y ahora. Los patrones de autodestrucción ("neurosis") representan un fracaso de la creatividad y no, como suponía Freud, una retirada de la sexualidad.
La psicología de la creatividad de Rank se ha aplicado recientemente al aprendizaje en la acción, un proceso basado en la investigación para la resolución de problemas en grupo, la creación de equipos, el desarrollo de líderes y el aprendizaje organizativo (Kramer 2007; 2008). El aprendizaje de acción transformador, sintetizado por Robert Kramer a partir de los escritos de Rank sobre el arte y la espiritualidad, implica a personas reales que trabajan en problemas reales en tiempo real. Una vez que un entrenador de aprendizaje crea un contenedor seguro, las preguntas permiten a los miembros del grupo "salir del marco de la ideología predominante", como escribió Rank en Arte y Artista (1932/1989, p. 70), reflexionar sobre sus supuestos y creencias, y replantear sus opciones. El proceso de "salir" de un marco, de una forma de conocimiento -una ideología predominante- es análogo al trabajo de los artistas cuando luchan por dar a luz nuevas formas de ver el mundo, perspectivas que les permiten ver aspectos del mundo que ningún artista, ni siquiera ellos mismos, ha visto antes. El núcleo del aprendizaje de acción transformadora, tal y como lo desarrolló Kramer, consiste en plantear preguntas poderosas que promuevan el desaprendizaje o el abandono de supuestos y creencias dados por sentado.
Los artistas más creativos, como Rembrandt, Miguel Ángel y Leonardo, saben separarse incluso de sus mayores éxitos públicos, de encarnaciones artísticas anteriores de ellos mismos. Su "grandeza consiste precisamente en este alcance más allá de ellos mismos, más allá de la ideología que ellos mismos han fomentado", según Arte y Artista (Rank, 1932/1989, p. 368). A través de la lente del trabajo de Otto Rank sobre la comprensión del arte y los artistas, el aprendizaje de acción transformadora puede verse como el proceso nunca completado de aprender a "salirse del marco" de cualquier mentalidad, ya sea la propia o la de la cultura; en otras palabras, de aprender a desaprender. (Kramer, 2012).
Comparando el proceso de desaprendizaje con el proceso de "ruptura" del nacimiento, Rank fue el primer psicólogo en sugerir que una capacidad continua de separarse de los "objetos mentales internos" -de las instituciones, creencias y neurosis interiorizadas; de las restricciones de la cultura, la conformidad social y la sabiduría recibida- es la condición sine qua non para la creatividad a lo largo de la vida.
En una conferencia de 1938 en la Universidad de Minnesota, Rank dijo: "La vida en sí misma es una mera sucesión de separaciones. Comienza con el nacimiento, pasa por varios periodos de destete y el desarrollo de la personalidad individual, y finalmente culmina con la muerte, que representa la separación final. Al nacer, el individuo experimenta el primer choque de la separación, que a lo largo de su vida se esfuerza por superar. En el proceso de adaptación, el hombre se separa persistentemente de su antiguo yo, o al menos de aquellos segmentos de su antiguo yo que ya están superados. Como un niño al que se le ha quedado pequeño un juguete, se deshace de las viejas partes de sí mismo para las que ya no tiene uso ..... El ego se desprende continuamente de sus partes desgastadas, que fueron valiosas en el pasado pero no tienen valor en el presente. El neurótico [que no puede desaprender y, por tanto, carece de creatividad] es incapaz de llevar a cabo este proceso normal de desprendimiento... Debido al miedo y a la culpa generados en la afirmación de su propia autonomía, es incapaz de liberarse, y en su lugar permanece suspendido en algún nivel primitivo de su evolución" (Rank, 1996, p. 270).
Reformulando la "resistencia" como una función creativa, no como una oposición a las interpretaciones ofrecidas por el psicoanalista, Rank definió la contravoluntad en la relación terapéutica como un rasgo positivo que defiende la integridad del yo y ayuda a la individuación, al desaprendizaje y al descubrimiento de la voluntad.
El desaprendizaje implica necesariamente la separación del autoconcepto, ya que éste ha sido condicionado culturalmente para ajustarse a las lealtades familiares, grupales, ocupacionales u organizacionales. Según Rank (1932/1989), el desaprendizaje o la ruptura de nuestro caparazón desde el interior es "una separación [que] es tan dura, no sólo porque implica a personas e ideas que uno venera, sino porque la victoria es siempre, en el fondo, y de alguna forma, ganada sobre una parte del propio ego" (p. 375).
En el contexto organizativo, aprender a desaprender es vital porque lo que asumimos como cierto se ha fusionado con nuestra identidad. Nos referimos a la identidad de un individuo como "mentalidad". Nos referimos a la identidad de un grupo organizativo como "cultura". Los alumnos de acción aprenden a cuestionar, indagar y separarse de ambos tipos de identidad, es decir, de su yo "individual" y de su yo "social". Al abrirse a la investigación crítica, empiezan a aprender a emanciparse de lo que "saben": aprenden a desaprender.
En 1974, el antropólogo cultural Ernest Becker ganó el premio Pulitzer por La negación de la muerte (1973), que se basaba en los escritos postfreudianos de Rank, especialmente en La terapia de la voluntad (1929-31), La psicología y el alma (1930) y Arte y artista (1932/1989). El libro de Becker publicado póstumamente, Escape from Evil (1975) se dedicó en gran medida a explorar la psicología social de Rank, arraigada en la idea de la historia como una sucesión de ideologías de la inmortalidad. Marie Becker y Robert Kramer están preparando una edición revisada de Escape from Evil, que mantiene su mensaje central, pero que cambia el tono de un análisis oscuramente intelectual a un enfoque relacional rankiano más esperanzador, de amor mutuo para trascender el miedo a la vida y el miedo a la muerte. 
Gracias a la influencia de los escritos de Ernest Becker, la dialéctica de Rank entre "el miedo a la vida y el miedo a la muerte" ha sido probada experimentalmente en la Teoría de la Gestión del Terror por el profesor de psicología del Skidmore College, el profesor de psicología de la Universidad de Arizona Jeff Greenberg y el profesor de psicología de la Universidad de Colorado en Colorado Springs Tom Pyszczynski.
El sacerdote y teólogo estadounidense Matthew Fox, fundador de la Espiritualidad de la Creación y de la Universidad de la Sabiduría, considera a Rank uno de los psicólogos más importantes del siglo XX.
Stanislav Grof, uno de los fundadores de la psicología transpersonal, basó gran parte de su trabajo de psicología prenatal y perinatal en el libro de Rank El trauma del nacimiento (Kripal, 2007, pp. 249-269).
En 2008, la filósofa Maxine Sheets-Johnstone publicó The Roots of Morality (Pennsylvania State University Press). Ella compara favorablemente el pensamiento de Rank con el de René Descartes, Martin Heidegger y Jacques Derrida: "Dado que las ideologías de la inmortalidad fueron reconocidas originalmente y, de hecho, denominadas así por Rank, un examen minucioso de sus escritos sobre el tema no sólo es oportuno, sino que es en sí mismo filosóficamente gratificante ... Rank fue un disidente freudiano que, al introducir el concepto de ideologías de la inmortalidad, trazó las raíces históricas y psicológicas de la "creencia en el alma" (Seelenglaube)... [Mi capítulo] señala la extraordinaria contundencia de la distinción de Rank entre lo racional y lo irracional para la cuestión de la necesidad humana de las ideologías de la inmortalidad" (Sheets-Johnstone, 2008, p. 64). Sheets-Johnstone concluye su libro con una nota que recuerda el alegato de Rank a favor del valor humano del amor mutuo por encima de la árida perspicacia intelectual: "Seguramente ha llegado el momento de que el Homo sapiens sapiens se aleje de la búsqueda de la dominación sobre todo y comience a cultivar y desarrollar su sabiduría sapiencial en la búsqueda del cuidado, la nutrición y el fortalecimiento de ese músculo tan preciado que es su corazón" (ibid, pp. 405-06).

## Obra
- Der Künstler : Ansätze zu einer Sexual-Psychologie (1907)
- Der Mythus von der Geburt des Helden : Versuch einer psychologischen Mythendeutung (1909)
- Die Lohengrinsage : Ein Beitrag zu ihrer Motivgestaltung und Deutung (1911)
- Das Inzest-Motiv in Dichtung und Sage : Grundzüge einer Psychologie des dichterischen Schaffens (1912)
- Die Bedeutung der Psychoanalyse für die Geisteswissenschaften (mit Hanns Sachs; 1913)
- Don Juan, eine Gestalt (1914)
- Psychoanalytische Beiträge zur Mythenforschung (1919)
- Das Trauma der Geburt und seine Bedeutung für die Psychoanalyse (1924): Neuausgabe: Giessen: Psychosozial-Verlag, 2., unveränd. Nachdr. 2007, ISBN 978-3-89806-703-4
- Der Doppelgänger. Eine psychoanalytische Studie (1925), Neuausgabe: Wien: Turia & Kant, 1993, ISBN 978-3-85132-062-6
- A Psychology of Difference: The American Lectures, Princeton University Press, 1996, ISBN 0-691-04470-8
- Kunst und Künstler : Studien zur Genese und Entwicklung des Schaffensdranges, Erstveröff. des dt. Urmanuskriptes von 1932. - Gießen: Psychosozial-Verl., 2000, ISBN 3-89806-023-3
- Erziehung und Weltanschauung : Eine Kritik d. psychol. Erziehungs-Ideologie, Múnich: Reinhardt (1933)
- Technik der Psychoanalyse (3 Bände; 1926-31), Neuausgabe: Gießen: Psychosozial-Verl., 2005
- Entwicklungsziele der Psychoanalyse: zur Wechselbeziehung von Theorie und Praxis (mit Sándor Ferenczi; 1924), Neuausgabe: Wien: Turia und Kant, 1995, 2. Aufl. 2009, ISBN 978-3-85132-493-8
- Der Mythos von der Geburt des Helden : Versuch einer psychologischen Mythendeutung, Nachdr. der 2. Aufl. von 1922. - Wien: Turia und Kant, 2000, 2. Aufl. 2009, ISBN 978-3-85132-498-3

## Edición en español
- El doble. Buenos Aires: JCE Ediciones. 2004. ISBN 978-987-21733-2-6.
- El mito del nacimiento del héroe. Segunda edición. Barcelona: Paidós Ibérica. 1992. ISBN 978-84-7509-077-1.
- El trauma del nacimiento. Tercera edición. Barcelona: Paidós Ibérica. 1992. ISBN 978-84-7509-120-4.